# Fălticeni
Fălticeni (německy Foltischeni, maďarsky Falticsén) je město v Rumunsku v župě Sučava. Nachází se asi 26 km jihovýchodně od Sučavy, 120 km severozápadně od Jasů a asi 417 km severovýchodně od Bukurešti. V roce 2011 žilo ve městě 25 723 obyvatel, Fălticeni je tak druhým největším městem župy Sučava.
První písemná zmínka o městě pochází z roku 1490. V letech 1929 až 1950 bylo Fălticeni hlavním městem již neexistující župy Baia. Městem prochází evropská silnice E85.